# René Acht
René Acht (Basilea, 24 marzo 1920 – Herbolzheim, 3 maggio 1998) è stato un pittore e grafico svizzero.
René Acht ha studiato presso la scuola d'arte di Basilea. Nel 1959 prese parte alla documenta 2 e alla 5ª Biennale di San Paolo in Brasile.  